# フロム・ザ・ダークサイド
『フロム・ザ・ダークサイド』(Tales from the Darkside)は1983年から製作されたテレビドラマシリーズの一つである。

## 概要
本作はジョージ・A・ロメロがプロデュースした作品である。本作はホラーという位置づけであり1話完結である。1988年まで4シーズン続いた記録を持つ。

## 劇場版
タイトルは『フロム・ザ・ダークサイド 3つの闇の物語』(Tales from the Darkside: The Movie)。劇場版であり、ホラーの3話構成オムニバスである。1990年に公開された。1991年のアボリアッツ国際ファンタスティック映画祭グランプリ受賞作品。
この映画は『クリープショー』シリーズの第3作になるはずだったといううわさが立っているが、それを証明する証拠は存在しない。
「地獄から来た猫」は当初『クリープショー2/怨霊』の一編として作られる予定だったが、予算上の都合から『クリープショー2』ではなく、本作の一環として製作された
なお、「運命249」はアーサー・コナン・ドイルの『競売ナンバーニ四九』、「地獄から来た猫」はスティーヴン・キングの『魔性の猫』、「恋人たちの誓い」は小泉八雲の『雪女』がそれぞれ原作となっている。

### あらすじ
プロローグ
平凡な主婦ベティ（演 - デボラ・ハリー）は、晩餐会の準備をしていた。だが、彼女の正体は魔女で、ティミー（演 - マシュー・ローレンス）という少年をメイン・ディッシュとして料理しようと檻に閉じ込めていた。ベティから逃れようとティミーは時間稼ぎとして「テールズ・ザ・ダークサイド」を読み聞かせることにした。
「運命249」(Lot 249)
貧しい大学生ベリンガム（演 - スティーヴ・ブシェミ）は、自分を罠に嵌めて退学に追い込んだ級友・リーとスーザン（演 - ジュリアン・ムーア）の2人を、研究していた古代エジプトのミイラを呪術を用いて殺し、復讐を果たした。事実を知ったスーザンの兄アンディ（演 - クリスチャン・スレーター）はベリンガムを問い詰め、ミイラとミイラを使役するための呪いの古文書を燃す。しかし、燃やした古文書は偽物であり、本物はまだベリンガムの手にあった。そしてベリンガムが大学を去った直後、アンディを死体のまま蘇ったリーとスーザンが訪ねてくるのだった。
「地獄から来た猫」(Cat from Hell)
ある日、黒猫が4人の裕福な老人を復讐のため殺害した。その猫の復讐の理由は老人たちが薬の開発の過程で5000匹の猫たちを実験台にしたというものだった。黒猫の襲撃から生き残った老人の一人（演 - ウィリアム・ヒッキー）は、プロの殺し屋（演 - デヴィッド・ヨハンセン）にその猫の始末を依頼するが、殺し屋共々、猫に惨殺されてしまうのだった。
「恋人たちの誓い」
売れない画家プレストン（演 - ジェームズ・レマー）は、ある日ガーゴイルのような怪物に出くわしてしまったが、そのことを秘密にする代わりに見逃してもらう。そして、その後知り合った女性カローラ（演 - レイ・ドーン・チョン）と愛し合い子供をもうけた。だが、別れの時は2人に近づいていた。
エピローグ
3話目を読み終わったティミーだが、ベティの考えは変わることはなかった。ティミーは隙を突いてその場から逃げ出し、ベティは追いかけるが、逆に彼女がオーブンが入れられてしまうのだった。

## リブート
現在は本作のリブート企画が米人気テレビ局CWで進められている。